# Sarah Louis-Jean
Sarah Louis-Jean es una artista de circo canadiense nacida en Montreal. Está especializada en boleadoras, ha logrado un récord reconocido en el Libro Guinness por el número de golpes por minuto con las boleadoras y es una de las pocas mujeres solistas en este arte a nivel mundial.

## Trayectoria
Sarah Louis-Jean comenzó a practicar ballet a la edad de 3 años y continuó sus estudios en la École supérieure de ballet du Québec y en la Escuela Nacional de Ballet de Canadá. Muy joven, bailó en la producción de El Cascanueces de Les Grands Ballets Canadiens. Se licenció en la École Nationale de Cirque de Montréal en pedagogía de las artes circenses. Participó en varios talleres de interpretación ante la cámara en los Ateliers Danielle Fichaud. Ha estudiado varios estilos de danza, como contemporánea, jazz, hip hop, tap, flamenco, etc.
A lo largo de su carrera como artista profesional, ha trabajado en varios países y ha cosechado éxitos internacionales. Ha actuado ante el público en diversas producciones, incluyendo Best of Broadway, así como Femmes au Casino de Montréal (incluida una actuación especial con Céline Dion), así como en la ceremonia de inauguración de los Juegos Olímpicos de Vancouver. Participó en la investigación y la creación con Les 7 Doigts de la main para la ceremonia de apertura de los Juegos Olímpicos de Sochi. Durante 3 años, bailó con la compañía de danza Les Sortilèges.También trabajó en Alemania con varias organizaciones como el Cirque Roncalli, y el KrystallPalast.
Louis-Jean trabajó en el Cirque du Soleil como bailarina y boleadora, así como entrenadora y directora artística.Actuó también como boleadora en el Cirque Éloize y en Australia en Dracula's Cabaret.
En televisión y cine, trabaja como actriz y artista de circo, especialista en acrobacias y danza.

## Reconocimientos

### Récord Guinness
El 5 de julio de 2019, Sarah Louis-Jean logró un récord reconocido por el Libro Guinness de los récords por el número de golpes en el suelo por un minuto con boleadoras. Con esta hazaña, Sarah Louis-Jean espera dar a conocer las boleadoras e inspirar a muchas otras a superar sus límites.
Fue una de las dos portavoces oficiales de la edición de 2020 del Guinness World Records Tour, en representación del libro en el que figura su récord. Como parte de sus actividades como portavoz, fue entrevistada en varios canales de televisión para anunciar la nueva edición del libro y se la puede ver en CTV News, y Global News, entre otros.

### Otras distinciones
- Australian's Circus Festival
- Mega Star Competition (3er puesto)
- L'échelle du talent (2º puesto)
- Talents bleus (finalista)